# M60 전차
M60 전차(M60 Tank)은 미국이 개발한 M48 패튼의 후계 전차로, 미국의 M48A2 다음으로 개발된 2세대~2.5세대 주력전차이다. 제2차 세계 대전 이후 M26 퍼싱을 대체할 전차를 개발하는데, 2차 대전 미국의 기갑부대 선구자인 패튼의 이름을 딴 패튼 전차를 개발한다. 첫 패튼시리즈 전차는 1세대 전차인 M46 패튼이었다. 그 후 M47 패튼에 이어 M48 패튼을 개발한 뒤, 1960년 M48 패튼을 대체할 전차를 개발하게 되는데 그것이 M60 전차이다. 미군 내에서는 "패튼"이라는 별명이 붙어있지만, 공식명칭은 아니기 때문에 패튼 전차에 속하지 않는다. 베트남전, 6일 전쟁, 걸프 전쟁등에 참전했다.

## 특징
90밀리 주포를 채용한 M48A3 이전 전차에 비해 M60은 미국 전차로는 본격적으로 105mm 강선포를 탑재한 주력전차이다. 다만 105mm 강선포를 사용한 최초의 모델은 미국의 M60 전차 개발을 위해 시범용으로 사용된 M48A1E1이다. 이후 M48 패튼도 M60 전차 개발의 영향을 받아서 M48도 105mm 강선포를 장착한 M48A5가 등장한다. M60 전차의 초기형은 M48의 포탑에 영국 비커스사가 개발한 105밀리 L7 강선포를 라이센스한 M68전차포를 탑재하였으며, A1형에서는 포탑 디자인을 롱로우즈형으로 개선하여 방어력과 거주성을 높였다. 이어 A2형에서는 152mm 건런쳐를 탑재하였으나, 여러 가지 운용상의 문제로 A3형에서는 다시 105밀리 강선포로 선회했다. 이후 미군에서는 지금은 후계전차인 M1 에이브람스가 역할으로 대체하면서 퇴역했지만 타국에서는 개량으로 120mm 활강포를 장착하거나 개량을 시도하는 경우도 있다.

## 파생형

### M60
M60 계열의 첫 모델로, 1959년 등장. 방어력을 강화한 차체와 105mm M68 전차포를 탑재하기 위해 개조한 포탑이 M48과의 차이점이다. 포탑은 M48 패튼과 유사한 형태이나, 105mm 포미를 수용하기 위해 후부가 확대됐으며 큐폴라가 개량되었다. 그러나 곧 개량형인 M60A1에 도태되었으며 주 방위군으로 편성되었다.

### M60A1
보다 강화 대형화된 "롱노즈" 포탑을 장비한 개량모델로 1961년 등장, 1962년 제식화. M60 계열의 외형을 정립한 차량으로 대량 생산/배치 되었다.
외관상의 가장 큰 차이는 기존 M48/M60의 둥근 터틀백 타입 포탑에서 앞뒤로 길쭉한 형식의 롱노즈 타입으로 포탑이 개선된 것인데, 롱노즈 타입 포탑은 전면폭로면적을 줄임과 동시에 터틀백 포탑에 비해 포탑 전면장갑의 경사각 및 관통거리가 길어져 방어력이 상당히 향상되었다. 거기에 더불어 포탑 내부 용적까지 넓어졌다.
이후 M60A1은 자이로식 주포안정장치가 탑재된 M60A1(AOS, Add On Stabilizer), 1970년대 현대화 프로젝트로 세부 개량된 M60A1(RISE, Reliability Improved Selected Equipment), M60A1(RISE)에 포수/차장용 패시브 방식 적외선 암시장치가 적용된 M60A1(RISE/PASSIVE) 등의 개량형이 존재한다.

### M60A1 RISE
M60A1에 반응장갑을 증설한 개량형이며, 걸프 전쟁에서 운용되었다.

### M60A2
M60의 차체에 통상 포탄과 시레일러 대전차미사일을 운용하는 152mm 건-런처 장비 포탑이 얹혀진 차량이다. 주포에는 물론이거니와 전차장 기관총탑에도 안정장치가 들어가는 초호화 장비에 교전거리 이내에서 당대 모든 전차를 일격에 격파할 수 있는 시레일러 유도미사일 탑재 등 당시 미군의 기대를 한몸에 받으며 개발중이던 MBT-70의 기술을 대량도입되어 MBT-70 실용화 전의 대타자 목적으로 출발했다.
1965년 프로토타입이 롤 아웃되었으나 문제가 속출했다. 건-런처 시스템 자체가 처음으로 개발되는 시스템인 만큼 신뢰성이 낮아 초창기에는 실전에서 제대로 운용하기 어려웠다. 주력 포탄이던 시레일러 대전차 미사일은 SACLOS 유도 특성상 유도시 전차가 정지해야만 했으며 시레일러 미사일 자체가 아음속이므로 최대사거리까지 비행에 10초가 넘어 그 사이에 미사일 발사를 포착한 적 전차에 의해 반격당할 위험도 있었다. 그리고 적외선 유도 방식의 특성상 전차가 태양을 일정 각도 범위 이내로(송신기 기준 후방 40도) 등지게 될 경우 미사일이 발산하는 적외선이 태양빛에 교란되어 유도장치가 먹통이 된다는 근본적인 한계도 갖고 있었다. 게다가 건-런처에 통상 포탄을 쓸 경우 완전연소식 라이너를 끼워 사용해야 했는데 완전 연소가 되지 않는 등의 문제점이 속출하였다. 또한 거리측정기의 부재로 인해 AN/VVS-1 레이저 거리측정기와 XM19 탄도계산기를 개발해야만 했으며, 결국 최초 양산은 MBT-70계획이 무산된 이후인 1972년 10월이 되어서야 이루어졌다.

### M60A3
1978년 M60A1의 화력 통제장치를 개선하고 신뢰성을 높인 모델. M60A1(RISE/PASSIVE)형까지의 모든 개량점이 다 들어가 있고 측풍감지기 등의 환경센서를 포함한 M21 탄도 컴퓨터를 도입하여 명중율을 극한까지 끌어올리는데 성공했으며 AN/VVG-2 레이저 거리측정기도 장비되었다. 외견상의 특징은 주포에 서멀자켓이 추가 된 점. 그외에 포탑 전면 아래쪽이 조금 부풀었으며, 스테레오식 조준기의 형상도 조금 달라졌다. 레이저 거리측정기를 쓰면서 스테레오식 조준기를 유지한 이유는 만일의 사태에 대비한 것이다.
M60A3에 이르러 그간의 적외선 서치라이트/패시브 방식 대신 AN/VGS-2 열영상 장치가 도입되어 야간전투능력이 크게 발전했는데 이 형식을 M60A3 TTS(Tank Thermal Sights)라 부른다.
또한 M68에 써멀자켓을 추가하는 등의 개량을 거친 M68A1을 장착해 쓰기도 했다. M68A1은 당시 개발된 M1 에이브람스에도 장착되었다.

### M60A4(취소)
M60A4 Super Patton으로 1981년 포탑을 용접 형태로 바꾸고 사이드 스커트를 장착한 수출형 슈퍼패튼을 개발하고 이를 토대로 M60A4를 만들 예정이었지만 취소되었다.

## 현대화 개수

### 이스라엘
마가크 전차, 사브라 전차로 개수하였으며 터키의 M60 개량에도 적용되었다.

### 미국
해외 수출된 M60 패튼 전차들을 위해서 각종 개량 계획이 등장했는데 'M60-2000'과 'M60 SLEP(수명연장 프로그램)'이 등장했다.
먼저 M60-2000의 경우 제너럴다이내믹스에서 M60 전차를 현대화 개량을 적용한 차량으로 M1A1의 포탑을 사용하면서 공격력과 방어력이 모두 크게 개선되었는데 특징으로 120mm 44구경 M256 활강포 1문 (42발)와 콘티넨탈 AVDS-1790-9A 12기통, 공랭식 이중터빈 디젤엔진
을 장착하여 1200마력의 엔진을 갖추었다. 하지만 이 전차 또한 구형전차를 개수하여 3세대 전차 수준의 능력을 획득하는 것이 목표이기에 3세대 전차와 비교하여 그리 저렴한 가격은 아니었다. 당시 대량으로 M60을 운용하던 터키군의 차기 전차선정을 노렸으나 가격 문제로 탈락. 터키는 이후 아예 신형 전차의 도입을 몇 차례 시도하여 중고 레오파르트2를 도입한 이후에 사브라 M60-T 개수사업을 거쳐서 신형전차 조달계획 자체를 자체 개발과 자국생산을 방향으로 결정하여 한국으로부터 K-2 흑표 전차의 기술을 도입하기로 결정했다.
이후 2010년대 레이시온에서 기존 M60 전차를 운용 중인 국가를 위한 현대화 개량 계획으로 수명연장 프로그램(Service Life Extension Program), M60 SLEP가 등장했는데 M60 전차에서 사용하는 105mm 52구경장 M68(A1) 강선포에서 120mm 44구경장 M256 활강포로 업그레이드를 하는 것과 동시에 미군 사양 수준의 디지털 사격통제장치, RWS(원격 조작 화기 체계), 포신 안정장치들을 장착하여 공격력이 크게 올라갔으며, 사이드 스커트와 포탑에 슬랫아머를 장착해서 대전차로켓에 대한 방어력을 높혔다. 높아진 무게를 감당하기 위해 엔진출력이 750마력에서 소폭 증가한 775마력으로 늘었으며, 긴급 상황에서는 950마력까지 낼 수도 있다.

### 이탈리아
미국의 M60 패튼 개량계획과 유사하게 'M60 leonardo' 개량계획이 존재한다. 디지털 사격통제장치, RWS(원격 조작 화기 체계), 포신 안정장치들이 장착되며 포탑 형상과 차체 형상이 새롭게 변했고 주포는 120mm 45구경장 저반동포를 장착한다.

## 기타
미국에서는 M1 에이브람스가 등장하면서 퇴역했지만 여전히 사용중인 국가를 위한 개량사업으로 2000년대 중후반부터 M1 에이브람스의 포탑과 120mm 활강포를 장착하는 등의 개량사업(M60-2000 전차), 또 이스라엘을 비롯한 타국에서는 M60 전차를 현대화 개량을 하면서 마가크 전차나 사브라 전차 등의 개량 계획들이 등장하였다. 또한 2010년대 중반쯤에는 미국의 레이시온社에서는 M60 수명계획프로젝트(SLEP)로 120mm 활강포와 각종 사통장치 등을 개량하는 계획이 등장했고 여전히 개량하면서 사용중에 있다.
1970년대 후반의 대한민국 국군도 M60 전차를 도입을 하려고 했으나 미국이 거절하였고 이 상황에 다급함을 느낀 국군이 독일(당시 서독)의 레오파드1의 개량형 기술을 일부 지원받아서 독자개발하거나 개량형을 도입하려고 했으나 이걸 파악한 미국이 ROKIT 사업을 제안한 결과가 K-1 전차이다.
베트남 전쟁에서는 사용되지 않았으나 이스라엘에게도 원조되어 6일 전쟁에 사용되었다. 걸프전쟁에서는 공정사단의 M551 셰리든과 함께 해병대의 주력 전차로서 M60A1형이 제한적으로 사용되었다.